# Сестра его дворецкого
«Сестра его дворецкого» (англ. His Butler's Sister) — американский комедийный мюзикл с Диной Дурбин в главной роли, вышедший на экран в 1943 году. Номинация на премию «Оскар» (1944) за лучший звук.

## Сюжет
Молодая начинающая певица Энн приезжает в Нью-Йорк. Она мечтает о сцене, едет к брату Мартину, который богат и живёт на Пятой авеню. Однако оказывается, что брат хотя и живёт в пентхаусе, но не является его владельцем, а работает там дворецким. Впрочем, выясняется, что он работает у известного продюсера и композитора Чарльза Джерарда. Энн понимает, что это её шанс, но натыкается на препятствие в виде собственного брата. Уж слишком много желающих добиться внимания знаменитого продюсера бродит вокруг, и Мартину категорически приказано не пускать их ни под каким предлогом. Мартин не верит, что Энн может действительно удивить его хозяина, и опасается потерять работу.
Джерард принимает Энн за новую горничную, а она этому и рада, ведь она всё ещё надеется спеть ему свою песню. В ходе работы она знакомится с целой группой дворецких из различных квартир этого же дома, каждый из которых немедленно влюбляется в очаровательную и всегда улыбающуюся Энн, а также заводит некоторых знакомых из мира шоу-бизнеса, из числа гостей своего хозяина. А у всемогущего композитора свои проблемы: ему понравилась песня и голос, но он не знает, кто это был (он не подозревает, что пела Энн, а она не подозревает, что он её слышал), и у него не получается писать новые песни для уже анонсированного шоу. Он решает бросить всё и уехать с подругой на море.
Он увольняет Энн, так как ему не нужна горничная, ведь он собирается ехать надолго. Но сталкивается с ней у администратора своего шоу. Там она говорит, что ему никак нельзя бросать творчество и уезжать: назад вернуться он уже никогда не сможет. Энн отправляется на вечеринку с дворецкими в русский ресторан. К всеобщему удивлению она исполняет русские романсы на русском языке, причём поёт так, что даже скептически настроенный Мартин признаёт вокальный талант сестры. Обдумавший слова Энн Джерард не уезжает, а отправляется на поиски Энн, однако он приходит в ресторан сразу после того, как та закончила своё выступление. Они танцуют, потом долго бродят по улицам Нью-Йорка, вспоминая прошлое и беседуя о музыке. У самого дома они признаются друг другу в любви.
Однако не всё складывается гладко: предстоят ещё и ссора и скандалы, увольнения и попытки объяснений и хэппи-энд.

## Актёры
- Дина Дурбин — Энн Картер
- Франшо Тоун — Чарльз Джерард
- Пэт О'Брайен — Мартин Мерфи
- Аким Тамирофф — Сергей Иванович Попов
- Алан Маубрэй — Дженкинс
- Уолтер Кэтлетт — Мортимер Калб
- Эльза Янссен — Северина
- Эвелин Анкерс — Элизабет Кэмпбелл
- Фрэнк Дженкс — Эмметт
- Флоренс Бейтс — леди Слагберри

## Премьеры
- — 26 ноября 1943 года фильм вышел на экраны США[2].
- — 29 декабря 1943 года прошла премьера фильма в Нью-Йорке, США[2].
- — 23 марта 1944 года фильм вышел на экраны Мексики[2].
- — 8 мая 1945 года фильм вышел на экраны Португалии[2].
- — фильм демонстрировался в советском прокате с 8 августа 1945 года[2].
- — 28 февраля 1946 года фильм вышел на экраны Японии[2].
- — 10 мая 1948 года фильм вышел на экраны Дании[2].

## Художественное и историческое значение
Многие фильмы с Диной Дурбин пользовались большой известностью в СССР, но картина «Сестра его дворецкого» стоит особняком. Она была снята в 1943 году, что совпало с открытием Второго фронта и возросшим сочувствием «русской» теме в США.
Американский историк Уолтер Хиксон отмечал, что такие фильмы 1940 года, как «Серенада солнечной долины» и «Сестра его дворецкого» можно рассматривать как прямую попытку подрыва коммунистической идеологии. Лицензии на прокат фильмов продавались СССР во время войны по относительно низкой цене. При этом само содержание картин — незамысловатый сюжет с демонстрацией американских ценностей upper-middle-class — прямо противопоставлялось для зрителя с действительностью социалистического государства.
Обаяние фильма прежде всего создаёт сама незаурядная личность Дины Дурбин, музыкальные номера которой демонстрируют лучшие образцы исполнительского мастерства и разностороннего вокального дарования: от классического свинга 1930-х годов (композиция «In the Spirit of the Moment»), до арии «Nessun dorma из оперы Турандот». «Лучшее из всего, что создала Дина Дурбин» (отзыв еженедельника variety).
Самостоятельную известность получила сцена в ресторане, в которой героиня Дины Дурбин исполняет попурри из русских романсов: «Калитка», «Две гитары за стеной…», «Эй, ямщик, гони-ка к „Яру“» на русском языке длительностью примерно 5’30’’. Отрывок с попурри часто транслировался отдельно и включался в подборки лучших музыкальных номеров Голливуда на советском телевидении.